# Médréac
Médréac (en bretó Mederieg, en gal·ló Méderiac) és un municipi francès, situat a la regió de Bretanya, al departament d'Ille i Vilaine. L'any 2006 tenia 1.758 habitants.

## Demografia
| 1962                                       | 1968  | 1975  | 1982  | 1990  | 1999  |
| ------------------------------------------ | ----- | ----- | ----- | ----- | ----- |
| 1.608                                      | 1.631 | 1.556 | 1.512 | 1.460 | 1.495 |
| Des de 1962: població sense dobles comptes |       |       |       |       |       |

## Administració
| Període | Identitat         | Partit |
| ------- | ----------------- | ------ |
| 2001-   | Jean-Claude Omnès |        |

## Personatges il·lustres
- Frédéric Guesdon, ciclista